# Mhudi
Mhudi è un romanzo africano del 1930. È il primo romanzo in lingua inglese scritto da un sudafricano di colore. Scritto negli anni fra il 1910 e il 1918, fu pubblicato soltanto nel 1930 dalla stamperia missionaria Lovedale Press, in un Sudafrica in cui non esistevano veri e propri editori.
Si tratta dell'opera principale di Solomon Tshekisho Plaatje, intellettuale sudafricano di etnia tswana, che ha lasciato scritti documentari e narrativi di grande rilievo.

## Trama
Mhudi è un romanzo storico ambientato nel primo Ottocento, all'indomani delle guerre di conquista degli zulu e durante i movimenti di popoli nell'area australe, cui si aggiunsero, alla fine degli anni trenta, i flussi di boeri fuggiaschi dalla Colonia del Capo, ormai dominata dai britannici, e in cerca di terre fertili dove stabilirsi, mantenendo la schiavitù che gli inglesi ormai avevano proibito e che essi ritenevano indispensabile alla propria sopravvivenza, oltre che giustificata dai dettami delle sacre Scritture.
Mhudi, la protagonista femminile, in fuga da una città espugnata e saccheggiata, incontra il giovane Ra-Thaga, anch'egli fuggiasco. Sullo sfondo tragico di un passato in fiamme e in rovine (a somiglianza di una Troia espugnata dai greci), i due s'incontrano e si amano, creando una temporanea situazione di idillio. La coppia viene, poi, coinvolta nelle vicende dell'epoca, nei movimenti di truppe matabele e barolong che si spostano sul territorio. E incontrano un gruppo di boeri con i quali fanno amicizia, nonostante la diffidenza che ispirano loro quei bianchi dalle abitudini discriminatorie nei confronti della servitù africana che si trascinano dietro. Alla fine, il gruppo dei matabele lascia la regione per rifugiarsi a nord, sfuggendo così ai guerreggiamenti in corso nell'area.
Il romanzo non solo narra il passato epico dei popoli bantu, ma prefigura la distruzione delle sovranità indigene, la perdita della terra, la totale soggezione cui il colonialismo voterà gli africani. Scritto subito dopo il Native Land Act del 1913, con cui gli inglesi assegnavano agli africani soltanto l'8% dell'intero paese, il romanzo è percorso dai brividi di presagio su quanto potrebbe essere disastroso il futuro, anche se prefigura una possibilità diversa, quella di un Sudafrica multietnico e multiculturale, che purtroppo, nella realtà, non poté prendere forma a quell'epoca.